# ソーセージ・レース

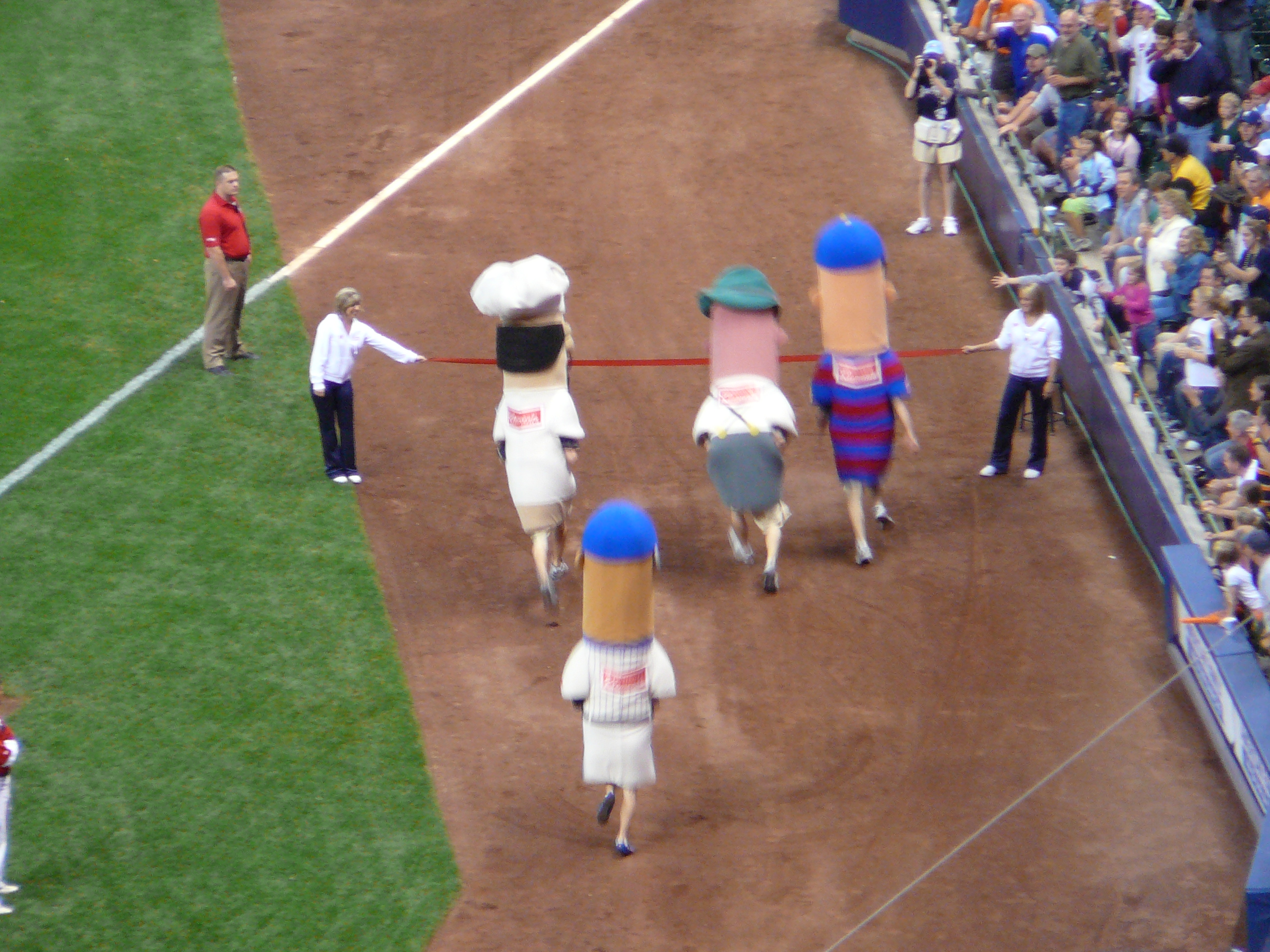
ゴール目前のソーセージたち。

ソーセージ・レース（英：Sausage Race）は、メジャーリーグのミルウォーキー・ブルワーズの本拠地・アメリカンファミリー・フィールドでの試合で開催される、マスコットによるアトラクション。6回表終了後、出場者達がソーセージの着ぐるみをかぶってスプリントレースを行い、観客が勝者を当てるもの。ウィスコンシン州のミルウォーキーにあるソーセージ製造会社「Klement's Sausage Company」（2021年からはJohnsonville sausages）のプロモーションのための催しで、ブルワーズの本拠地の名物にもなっている。

## 起源
メジャーリーグの本拠地球場のスコアボードに大型スクリーンが導入されるようになってから、1980年代にはこのスクリーンを使って「仮想レース」を上映するアトラクションが普及した。当時のブルワーズの本拠地ミルウォーキー・カウンティ・スタジアムにおいても、当初ソーセージ・レースは1990年代初頭から始まったスクリーン上だけの催し物だった。
1990年代半ば、当時ブルワーズの副社長をしていたローレル・プリーブが、スクリーン上でレースをするソーセージたちが子ども連れが多い日曜日だけは子どもたちの目の前に現れる、といういたずら半分のアイデアを出した。1994年5月29日の日曜日、ロビン・ヨーントの背番号『19』を永久欠番にするセレモニーが行われた試合で、ソーセージたちは初めて観客の前でレースを行った。このイベントは好評で、最初ブルスト、ポリッシュ、イタリアンの3本だけだったソーセージは1990年代半ばにホットドッグが加わり、2000年頃までにブルワーズのホームゲームで常に行われる催しになった。
21世紀に入ると、ブルワーズにラテン系のファン層が増えてきたことに呼応する形で2006年シーズンから新たなソーセージ「チョリソ」が1体加わった。

## 登場するマスコット
ソーセージ・レースをするマスコットの正式な名称は、このアトラクションのスポンサーでもあるミルウォーキーのソーセージ製造メーカー「クレメント社」の社名を取り、"Klement's Racing Sausages"（クレメンツ・レーシング・ソーセージズ）という。2009年現在以下の5体のマスコットが登場する。
- ブレット・ブルスト（Brett Wurst）：

レーダーホーゼンを着たジャーマン・ブラットヴルスト・ソーセージ。
- ストシュ・ヨニャック（Stosh Jonjak）：

サングラスと赤青のラグビーシャツを着たポリッシュ・ソーセージ（キェウバーサ）。
- ギド（Guido）：

シェフの格好をしたイタリアン・ソーセージ。
- フランキー・フルター（Frankie Furter）：

野球のユニフォームを着たホットドッグソーセージ（フランクフルターヴルスト）。
- シンコ（Cinco）：

ソンブレロをかぶったチョリソ。
上記マスコットの名前はクレメント社が命名したものだが、球場などではほとんどの場合「ブラット」「ポリッシュ」「イタリアン」等の呼ばれ方をされる。ソーセージの着ぐるみは大きいもので、高さ７フィート3インチ（約2.21m）あり、頭から膝の高さまですっぽりと被るものになっている。マスコットは球場以外でも様々なチャリティーや慈善事業などに登場しており、ブルワーズのゲームがない日は個人のパーティーなどへの出演を依頼することもできる。

## 出場者と関連する主な出来事

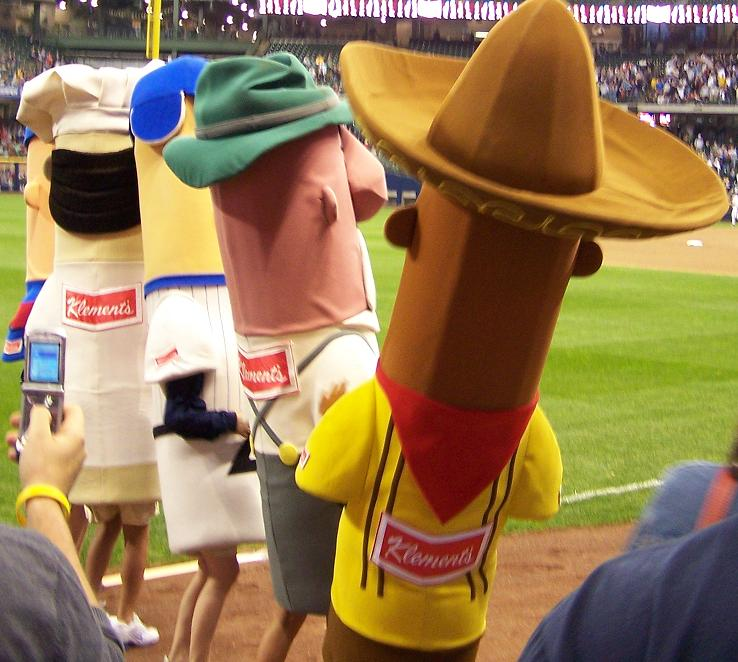
レース前のソーセージたち。

出場者として主にアメリカンファミリー・フィールド、及びブルワーズの球団関係者が着ぐるみを着ているが、著名な野球選手が着ぐるみを着てレースに参加することもある。マーク・グレース、パット・ミアーズ、ジェフ・ジェンキンスらはソーセージ・レースの出場経験がある。1999年にブルワーズに在籍していた野茂英雄が2000年にこのレースに出場し、日本でも話題になった。他にもグリーンベイ・パッカーズのワイドレシーバーだったジェイボン・ウォーカーが2004年に出場したことがある。
2003年7月9日、当時ピッツバーグ・パイレーツの一塁手だったランドール・サイモンがこのレースに出場し、同じ出場者の女性をバットで小突いて転倒させ怪我を負わせるという事件を起こしている。なお、サイモンは試合後警察に逮捕され、罰金を支払っている。

## 類似するイベント
ワシントン・ナショナルズでは、2006年から本拠地のRFKスタジアムにおいてラシュモア山に彫られた4人の歴代大統領の着ぐるみによる「プレジデンツ・レース」を行っている。このアトラクションの発祥は、2005年にPNC銀行がRFKスタジアムで催した「ダラー・ダービー」（英：Dollar Derby）でアメリカ紙幣の1ドル、5ドル、10ドルに描かれた3人の人物による自動車レースだった。
タンパベイ・レイズでは、2007年頃から本拠地のトロピカーナ・フィールドでペプシコ社の提供による「ボトルレース」を行うようになっている。登場するマスコットは、ペプシコ社のブランド「ペプシコーラ」「アクアフィナ」「シエラミスト」の3本である。
アトランタ・ブレーブスでは、2009年から本拠地のターナー・フィールドでザ・ホーム・デポの提供による「大工道具レース」が行なわれている。
このマスコットによるレースのアトラクションはマイナーリーグの球場にも普及しており、例えばカナダのバンクーバー・カナディアンズの本拠地のナットベイリー・スタジアムでは寿司ネタの着ぐるみによる「寿司レース」も実施されている。
日本プロ野球の福岡ソフトバンクホークス では、2014年から福岡ヤフオク!ドーム (現・PayPayドーム) で「ホットドッグレース」を行い、3回表終了後にホットドッグ・ポップコーン・牛丼の着ぐるみが競争して勝った着ぐるみの商品が試合開始2時間後から半額で提供されている。